# نيشان حيدر علييف

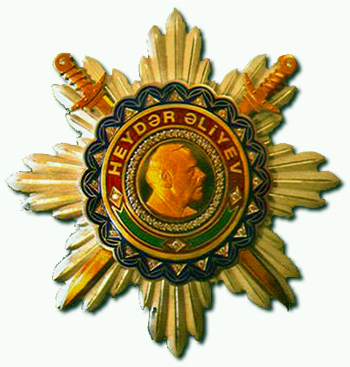
نجمة ميدالية حيدر عليف

ميدالية حيدر علييف هي أرفع ميدالية أذربيجانية. تمت الموافقة عليها بموجب قانون جمهورية أذربيجان رقم 896 المؤرخ 22 أبريل 2005.

## وصفي
تتكون الميدالية «حيدر علييف» من نجوم وسلاسل وشارات.النجم وسلسلة ميدالية حيدر علييف هي السيوف واللهب.الترتيب لتزيين النظام هو ثمانية محززة ومصنوعة من الفضة.تتشكل زوايا النجمة مثل بتلات الزهور.المسافة بين النهايات المقابلة للنجم هي 82 ملم.يتم وضع لوحة مستديرة مع موجة حول النجم.في النجم السيف، تقف اللوحة نفسها على سيوفتين تعبران زوايا النجمة الأربع.السيوف مصنوعة من الفضة ومصنوعة من الذهب.طول كل سيف هو 82 ملم، والعرض هو 4 ملم.يتم تثبيت الأحجار الماس لدعم كل السيف.على لوحة مصقولة في ميدالية دائرية، في وسط لوحة الموجة، تم إعطاء ساحة حيدر علييف.يحيط بالميدالية خاتم داخلي به ماسات زرقاء فوقها.في الجزء العلوي من الحافة الحمراء للحلقة الوسطى، التي تدور حول الحلقة الداخلية، تتم كتابة الكلمات «حيدر علييف» بأحرف من الذهب الزاهي، والجزء السفلي مزين بثلاثة أحجار ألماسية داخل زخرفة المعين، من بينها هناك ممران مع مناجم خضراء.دائرة الحلقة الوسطى محاطة بحلقة خارجية زرقاء مع موجة، تم تثبيتها عشرين الحجارة الماس على رأس المنحوتات المثلثية.العلامة المعلقة على رقبة ميدالية «حيدر علييف» تتكون من شكل نصف دائري على شكل مناجم بيضاء.يتم إرفاق أحجار الألماس بعناصر الزهرة الحمراء الملغمة.يتم وضع زخرفة رباعي الزوايا على قاعدة الجمجمة.يتم إرفاق أحجار الماس إلى كل من الأطراف الأربعة للديكور.مصنوعة من قاعدة وزخرفة عليها من الفضة وضعت في الذهب.يوجد في وسط العلبة لوحة من 750 قطعة من الذهب.تم وضع لغم أحمر غامق على اللوح.
- يبلغ ارتفاع اللافتة 67 مم وعرضها 67 مم.تتكون سلسلة الميداليات من خمسة عشر عنصرًا تم وضعها في ترتيب معين.فيما يلي العناصر:
- اللوحين الزخرفية المصنوعة من الألغام الزرقاء والحمراء والخضراء تتكون من أعلام متقاطعة على الجانبين الأيمن والأيسر من السلسلة.في وسط المجالس هناك وصف للعلم الوطني لجمهورية أذربيجان.
- منجمين أبيض مزخرف رباعي الزوايا، يقعان على الجانبين الأيمن والأيسر من السلسلة.وضعت في وسط الميدالية الدائرية زخرفة ملغومة حمراء.يوجد بائع مكتوب في وسط الميدالية بأحرف هيدر علييف.السيوف الفضية المتقاطعة تحت الرصيعة في سلسلة السيف.
- ثلاث لوحات على الجانبين الأيمن والأيسر من السلسلة، بالإضافة إلى مناجم السماء والأحمر والأخضر الموجودة في الجزء العلوي، مع وصف لشعار الدولة لجمهورية أذربيجان.العناصر مدمجة في سلسلة واسعة من خلال 112 ماسة مزينة بالحجارة (مع 16 ماسة في الماس).الجانب الخلفي للميدالية سلس، مع رقم ميدالية عليه.وشملت الميداليات 525 غراماً من 533.99 غرام من الفضة، و 3.89 غرام من الفضة، و 57.42 غرام من الذهب، و 6.42 غرام من الذهب، و 8.81 قيراطاً من 8 ماسات، وما مجموعه 5.34 قيراط، و 224 ماساً من الحجر، تم استخدام 67 قطعة من الماس في مجموع 1 قيراط، و 299 الماس بشكل عام.

## الأشخاص الحاصلين على ميداليات
| صف | عام             | بلد       | اسم                       | وصف الوظيفة                          | المنطق | المرجع. |
| -- | --------------- | --------- | ------------------------- | ------------------------------------ | ------ | ------- |
| 1  | 28 أبريل 2005   | أذربيجان  | إلهام علييف               | رئيس أذربيجان                        |        | [ 1 ]   |
| 2  | 29 أبريل 2005   | تركيا     | إحسان دغراماجي            | التركمان العراقي الطبيب والأكاديميين |        | [ 2 ]   |
| 3  | 29 يناير 2007   | فرنسا     | جاك شيراك                 | رئيس فرنسا                           |        | [ 3 ]   |
| 4  | 21 مارس 2007    | روسيا     | مستيسلاف روستروبوفيتش     | الروسية عازف التشيلو وأوركسترا موصل  |        |         |
| 5  | 21 مايو 2008    | أوكرانيا  |                           | رئيس اوكرانيا                        |        | [ 4 ]   |
| 6  | 27 نوفمبر 2008  | أذربيجان  | طاهر صلاهوف               | الرسام الاذربيجاني                   |        | [ 5 ]   |
| 7  | 14 يونيو 2009   | الكويت    | صباح الأحمد الجابر الصباح | Kuveyt Emiri                         |        | [ 6 ]   |
| 8  | 2 يوليو 2009    | بولندا    | ليخ كاتشينسكي             | رئيس بولندا                          |        | [ 7 ]   |
| 9  | 10 أغسطس 2009   | لاتفيا    | فالديس زاتلرز             | رئيس لاتفيا                          |        | [ 8 ]   |
| 10 | 18 أبريل 2011   | رومانيا   | ترايان باسيسكو            | Romanya Cumhurbaşkanı                |        | [ 9 ]   |
| 11 | 14 نوفمبر 2011  | بلغاريا   | جيورجي بارفانوف           | Bulgaristan Cumhurbaşkanı            |        | [ 10 ]  |
| 12 | 12 يوليو 2012   | طاجيكستان | إمام علي رحمن             | Tacikistan Cumhurbaşkanı             |        | [ 11 ]  |
| 13 | 13 Eylül 2013   | أذربيجان  | عارف مليكوف               | Azeri besteci                        |        | [ 12 ]  |
| 14 | 12 Kasım 2013   | تركيا     | عبد الله غل               | Türkiye Cumhurbaşkanı                |        | [ 13 ]  |
| 15 | 18 Kasım 2013   | أوكرانيا  | فيكتور يانوكوفيتش         | Ukrayna Cumhurbaşkanı                |        | [ 14 ]  |
| 16 | 3 Eylül 2014    | تركيا     | رجب طيب أردوغان           | Türkiye Cumhurbaşkanı                |        | [ 15 ]  |
| 17 | 29 Haziran 2015 | أذربيجان  | مهريبان علييفا            | Azeri First Lady                     |        | [ 16 ]  |
| 18 | 28 Kasım 2016   | بيلاروس   | ألكسندر لوكاشينكو         | Belarus Devlet Başkanı               |        | [ 17 ]  |
| 19 | 26 Aralık 2016  | أذربيجان  | Zeyneb Hanlarova          | Azeri şarkıcı ve siyasetçi           |        | [ 18 ]  |
| 20 | 3 Nisan 2017    | كازاخستان | نور سلطان نزارباييف       | Kazakistan Devlet Başkanı            |        | [ 19 ]  |
| 21 | 20 Aralık 2017  | أذربيجان  | عمر إلداروف               | Azeri ressam ve heykeltıraş          |        | [ 20 ]  |

## حول الميدالية
يحصل المواطنون الأذربيجانيون على ميدالية حيدر علييف في الحالات التالية:
1. للحصول على خدمات استثنائية تساهم في ازدهار أذربيجان.
2. من أجل حماية البلاد، والشجاعة التي تظهر في حماية مصالح الدولة لأذربيجان.
3. تمنح ميدالية «حيدر علييف» لرئيس جمهورية أذربيجان حسب وضعه.

تمنح ميدالية حيدر علييف للأجانب في الحالات التالية:
1. للحصول على الخدمة الممتازة لجمهورية أذربيجان.
2. لخدمات خاصة في تنفيذ فكرة الأذربيجانية، في تعزيز تضامن العالم الأذربيجاني.
3. للخدمات الخاصة في إنشاء وتطوير العلاقات السياسية والاقتصادية والعلمية والثقافية بين جمهورية أذربيجان والدول الأخرى.

- «سيف حيدر علييف» هو وسام السيف وبطولة البطولة حسب الترتيب المنصوص عليه في المادة 32 من المادة 109 من دستور جمهورية أذربيجان. توضع نجمة ميدالية «حيدر علييف» على الجانب الأيسر وعندما تكون هناك ميداليات أخرى لجمهورية أذربيجان.